# Karl Frenademez
Karl Frenademez (* 11. März 1970 in St. Kassian) ist ein ehemaliger italienischer Snowboarder.

## Werdegang
Frenademez startete zu Beginn der Saison 1996/97 in Tignes erstmals im Snowboard-Weltcup der FIS und holte dabei im Parallelslalom seinen ersten Weltcupsieg. Im weiteren Saisonverlauf siegte er im Slalom in Olang und errang zweimal den zweiten Platz sowie einmal den Rang. Er gewann damit den Slalom-Weltcup und belegte im Gesamtweltcup den fünften Platz. Beim Saisonhöhepunkt, den Snowboard-Weltmeisterschaften 1997 in Innichen, fuhr er auf den 21. Platz im Parallelslalom und auf den siebten Rang im Slalom. In der Saison 1997/98 kam er mit sieben Top-Zehn-Platzierungen, darunter drei dritte Plätze, auf den 13. Platz im Gesamtweltcup und auf den achten Rang im Slalom-Weltcup. Bei seiner einzigen Olympiateilnahme im Februar 1998 in Nagano errang er den 20. Platz im Riesenslalom. In der folgenden Saison belegte er mit vier Ergebnissen unter den ersten Zehn, darunter Platz zwei im Parallel-Riesenslalom in Olang, den 35. Platz im Gesamtweltcup. Bei den Snowboard-Weltmeisterschaften 1999 in Berchtesgaden wurde er Siebter im Parallelslalom und Vierter im Parallel-Riesenslalom. Zudem errang er dort den 60. Platz im Riesenslalom. Seinen letzten Wettbewerb im Weltcup absolvierte er im März 2000 in Livigno, welchen er auf dem 14. Platz im Parallelslalom beendete.

## Teilnahmen an Weltmeisterschaften und Olympischen Winterspielen

### Olympische Winterspiele
- 1998 Nagano: 20. Platz Riesenslalom

### Snowboard-Weltmeisterschaften
- 1997 Innichen: 7. Platz Slalom, 21. Platz Parallelslalom
- 1999 Berchtesgaden: 4. Platz Parallel-Riesenslalom, 7. Platz Parallelslalom, 60. Platz Riesenslalom

## Weltcupsiege und Weltcup-Gesamtplatzierungen

### Weltcupsiege
| Nr. | Datum             | Ort    | Disziplin      |
| --- | ----------------- | ------ | -------------- |
| 1.  | 28. November 1996 | Tignes | Parallelslalom |
| 2.  | 1. März 1997      | Olang  | Slalom         |

### Weltcup-Gesamtplatzierungen
| Saison    | Gesamt | Gesamt | Parallel | Parallel | Parallel-Riesenslalom | Parallel-Riesenslalom | Slalom | Slalom |
| Saison    | Punkte | Platz  | Punkte   | Platz    | Punkte                | Platz                 | Punkte | Platz  |
| --------- | ------ | ------ | -------- | -------- | --------------------- | --------------------- | ------ | ------ |
| 1996/97   | 729    | 5.     | -        | -        | -                     | -                     | 5450   | 1.     |
| 1997/98   | 534    | 13.    | -        | -        | -                     | -                     | 2140   | 8.     |
| 1998/99   | 321    | 35.    | -        | -        | -                     | -                     | -      | -      |
| 1999/2000 | 150    | 62.    | 995      | 25.      | 995                   | 25.                   | -      | -      |